# عوض محمود
عوض محمود (مواليد 1 يناير 1963) هو لاعب جودو سوداني. تنافس في حدث الوزن الخفيف للرجال في دورة الالعاب الاولمبية الصيفية لعام 1992.

## روابط خارجية
- عوض محمود على موقع أوليمبيديا (الإنجليزية)